# نورثوود (محطة مترو أنفاق لندن)
نورثوود (بالإنجليزية: Northwood)‏ هي إحدى محطات مترو أنفاق لندن. تقع على خط ميتروبوليتان أفتتحت في المنطقة (Zone) رقم 6 أفتتحت في 1 سبتمبر 1887.

## معرض صور

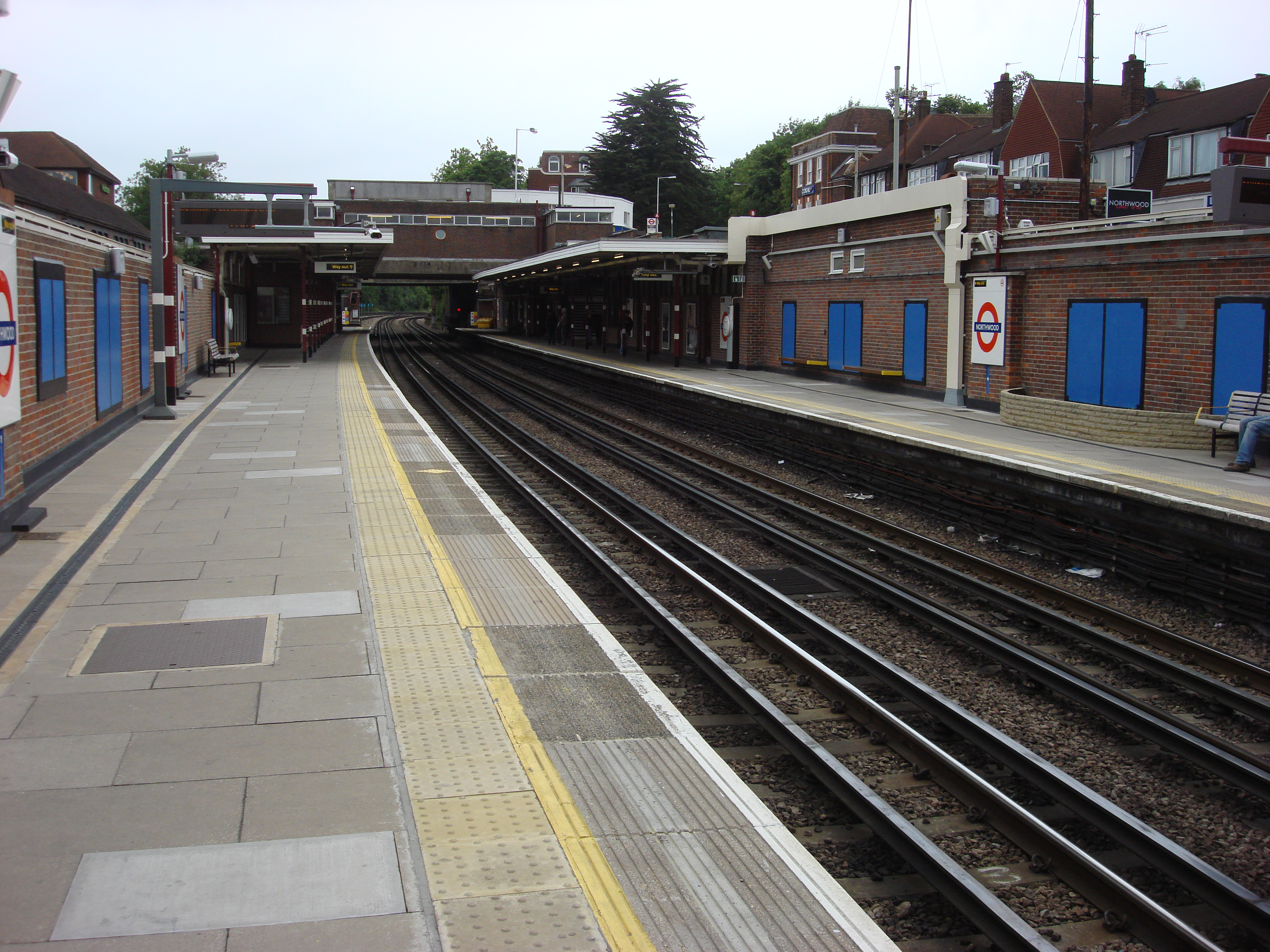
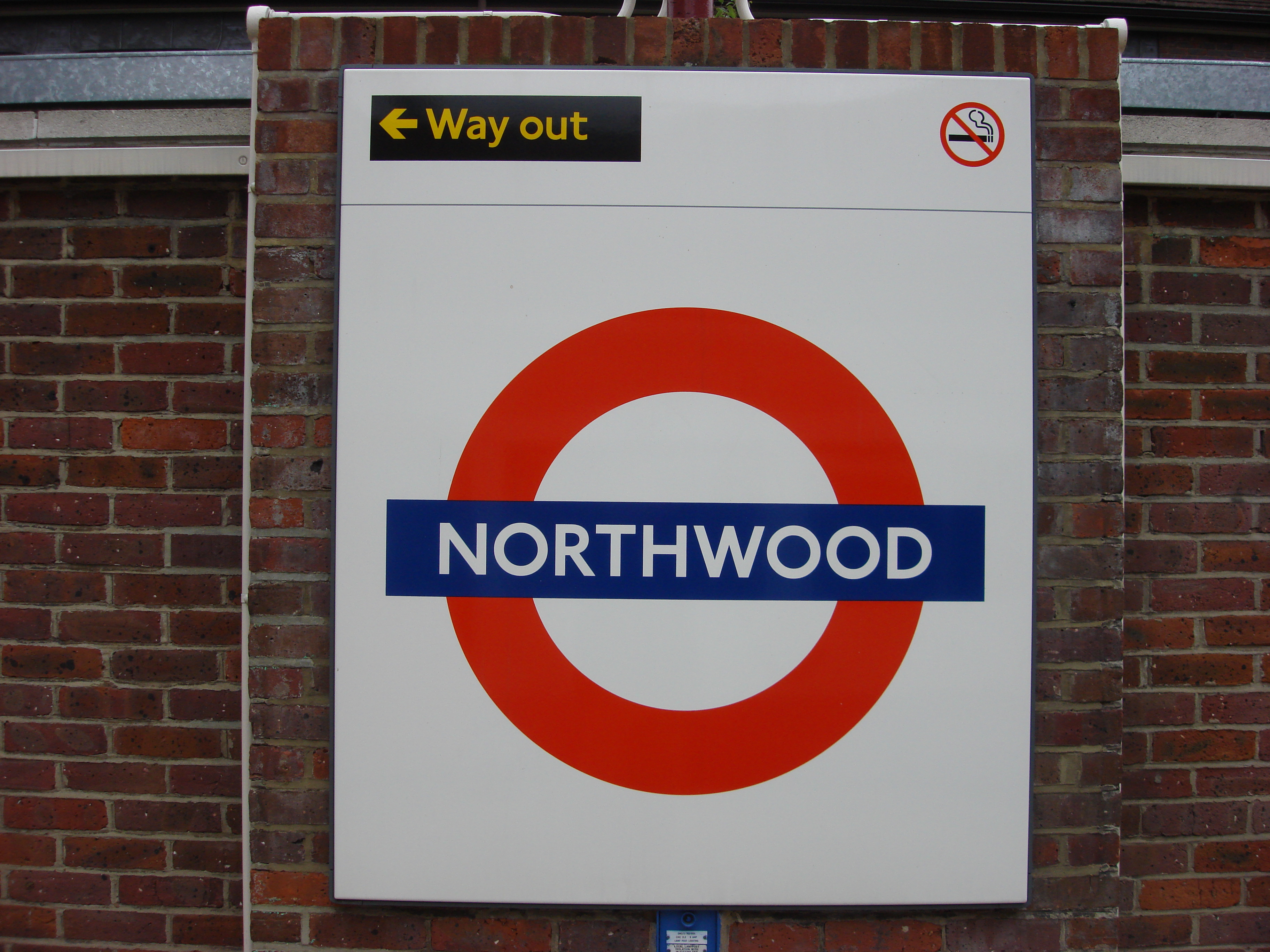
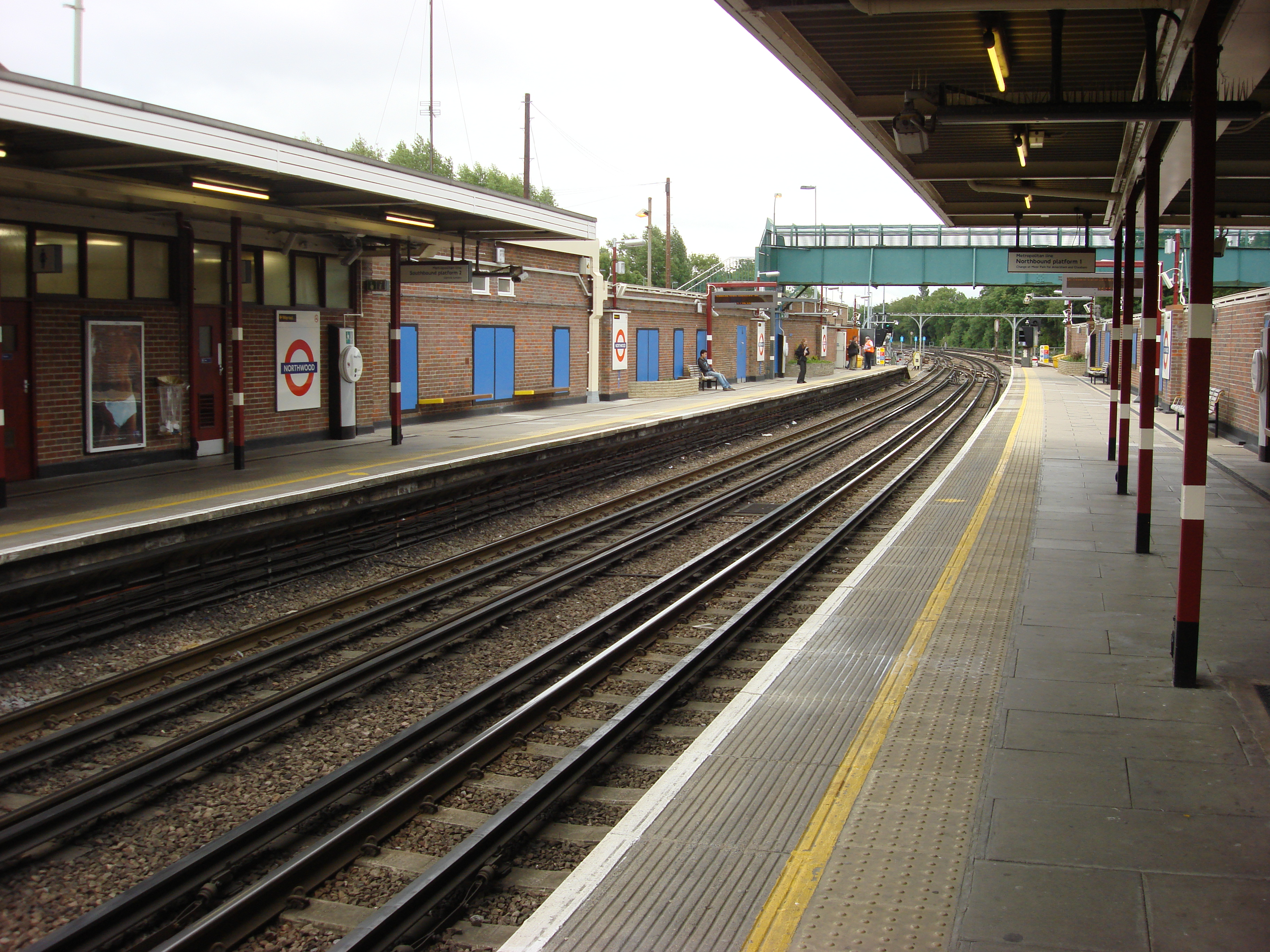